# Audubon (Nueva Jersey)
Audubon es un borough ubicado en el condado de Camden en el estado estadounidense de Nueva Jersey. En el año 2010 tenía una población de 8.819 habitantes y una densidad poblacional de 2.261,28 personas por km².

## Geografía
Audubon se encuentra ubicado en las coordenadas 39°53′23″N 75°04′21″O / 39.88972, -75.07250.

## Demografía
Según la Oficina del Censo en 2000 los ingresos medios por hogar en la localidad eran de $49,250 y los ingresos medios por familia eran $59,115. Los hombres tenían unos ingresos medios de $45,650 frente a los $30,651 para las mujeres. La renta per cápita para la localidad era de $24,942. Alrededor del 5.5% de la población estaba por debajo del umbral de pobreza.